# Khuỷu tay
Ở động vật linh trưởng, gồm cả con người, khớp khuỷu tay là khớp giữa xương cánh tay ở cánh tay và xương trụ và xương quay ở cẳng tay. Một trong những điểm đáng chú ý ở vùng khuỷu tay là cùi chỏ.